# Karl Fredenberg
Karl Wilhelm Astley Fredenberg, född 1 maj 1857 i Fläckebo socken, Västmanlands län, död 18 oktober 1936 i Lindesberg, var en svensk skoglig ämbetsman. Han var far till Waldemar Fredenberg.
Fredenberg avlade studentexamen i Västerås 1875, tog examen från Skogsinstitutet 1878, blev extra jägmästare i Norra Hälsinglands revir samma år samt assistent där 1890, jägmästare i Västra Hälsinglands revir 1893, överjägmästare i västra skogsdistriktet 1902, direktör för Skogsinstitutet 1904 samt generaldirektör och chef för Domänstyrelsen 1905.
1882-1893 var Fredenberg skogsförvaltare vid AB Iggesunds Bruks skogar och sedan dess inspektor till 1902 och var 1892-1900 föreståndare för Gävleborgs läns kolarskola. 1895, 1900 och 1905 företog han studieresor i Tyskland, Österrike och Frankrike. 1900-1904 utgav han, tillsammans med Veit Thorsten Örtenblad, tidskriften Skogsvännen. I denna tidskrift samt i Tidskrift för skogshushållning och Skogsvårdsföreningens tidskrift författade han ett flertal uppsatser och utgav broschyrer i praktisk skogshushållning.
År 1924 tog han avsked från generaldirektörsämbetet och blev 1925 hedersledamot av Kungliga Lantbruksakademien.
Arvid Lindman (som själv omkom i en flygolycka senare under 1936) skrev en minnesskrift över Fredenberg i Kungl. landtbruksakademiens handlingar och tidskrift som utkom 1937.